# گروه افور
گروه افور (انگلیسی: Efore Group) شرکت الکترونیک فنلاندی است، که در سال ۲۰۰۱ تأسیس شد.